# Хоменко Василь Олексійович
Василь Олексійович Хоменко (1928 — 1988, селище Баранівка, тепер місто Баранівського району Житомирської області) — український радянський діяч, директор Баранівського порцелянового заводу. Депутат Верховної Ради УРСР 8—10-го скликань.

## Біографія
З 1944 року — слюсар залізничних майстерень станції Немирів Вінницької області.
У 1950—1953 роках — служба в Радянській армії.
Після демобілізації — завідувач сектору Немирівського районного комітету ЛКСМУ Вінницької області.
Освіта вища. Закінчив Київський політехнічний інститут.
У 1957—1964 роках — змінний майстер, начальник дільниці, головний інженер Першотравневого електрофарфорового заводу Новоград-Волинського району Житомирської області.
Член КПРС з 1960 року.
У 1964—1988 роках — директор Баранівського фарфорового (порцелянового) заводу імені Леніна, генеральний директор Баранівського виробничого об'єднання «Фарфор» Житомирської області.

## Нагороди
- орден «Знак Пошани» (1967)
- ордени
- медалі
- лауреат Державної премії Української РСР (1981)
- заслужений працівник промисловості Української РСР
- почесний громадянин міста Баранівки